# Saint-Siège d'Etchmiadzin
Pour les articles homonymes, voir Saint-Siège (homonymie).

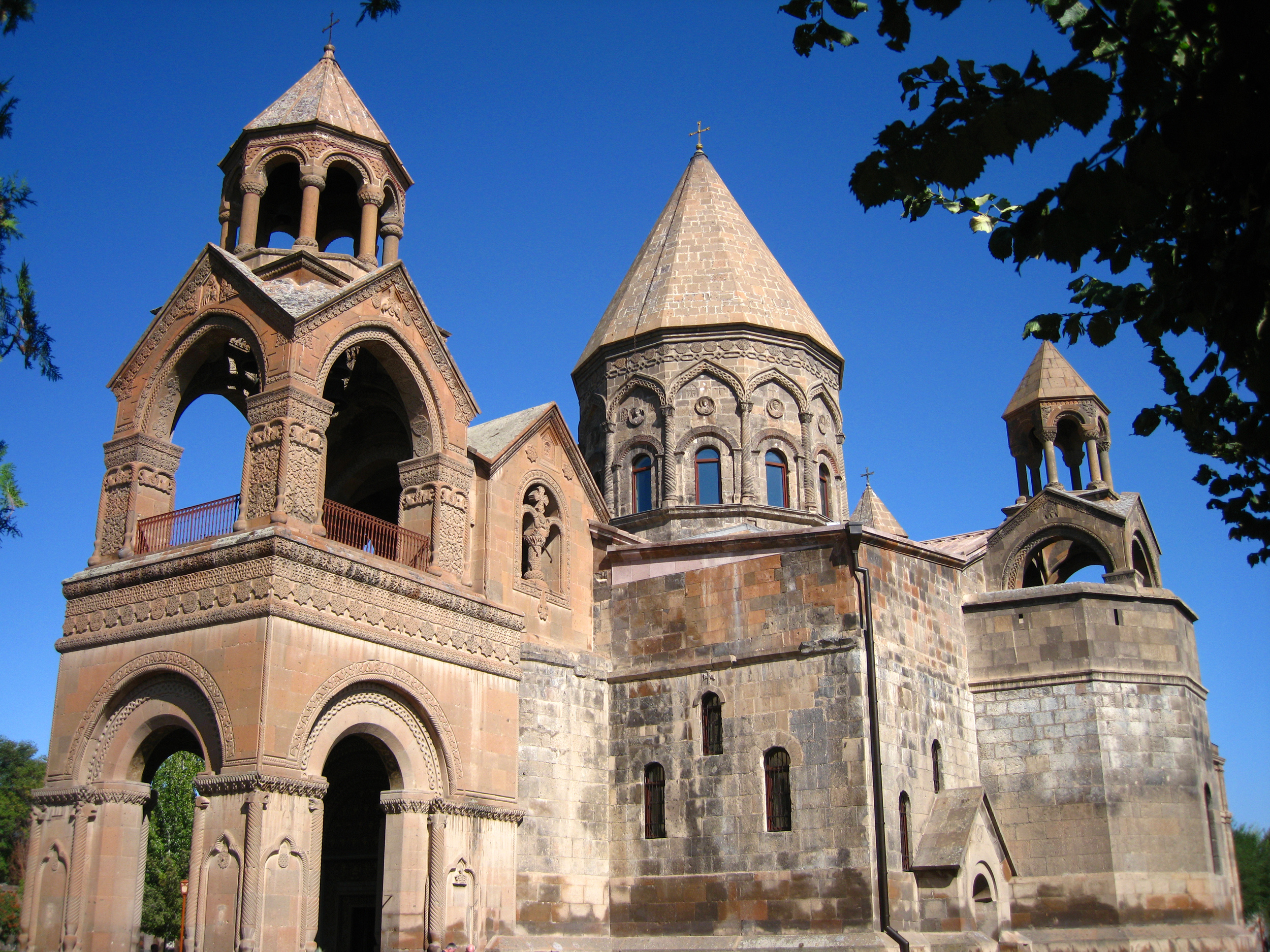
La cathédrale Sainte-Etcmiadzine.

Le Saint-Siège d'Etchmiadzin (en arménien : Մայր Աթոռ Սուրբ Էջմիածին) est le siège de l'Église apostolique arménienne et en particulier du catholicos de tous les Arméniens. Situé à Etchmiadzin en Arménie, il est constitué de plusieurs édifices ou de groupes d'édifice datant des IVe, Ve, VIe et XVIIe siècles (Sainte-Etchmiadzin, Sainte-Hripsimé, Sainte-Gayané, Choghagat, etc.) situés dans la ville d'Etchmiadzin. Depuis 2000, le complexe religieux d'Etchmiadzin ainsi que le site archéologique de Zvartnots sont inscrits sur la liste du Patrimoine mondial de l'UNESCO.
Aujourd'hui, le siège de l'Église apostolique arménienne abrite la chancellerie catholicossale, un grand séminaire et un musée.